# Ponte Nossa
Ponte Nossa [ˈponte ˈnɔsːa] (Nòssa [ˈnɔsa] in dialetto bergamasco) è un comune italiano di 1 707 abitanti della provincia di Bergamo in Lombardia.
Situato sulla destra orografica del fiume Serio, in val Seriana, dista circa 27 chilometri a nord-est dal capoluogo orobico ed è compreso nella Comunità montana della Valle Seriana.

## Geografia fisica

### Territorio

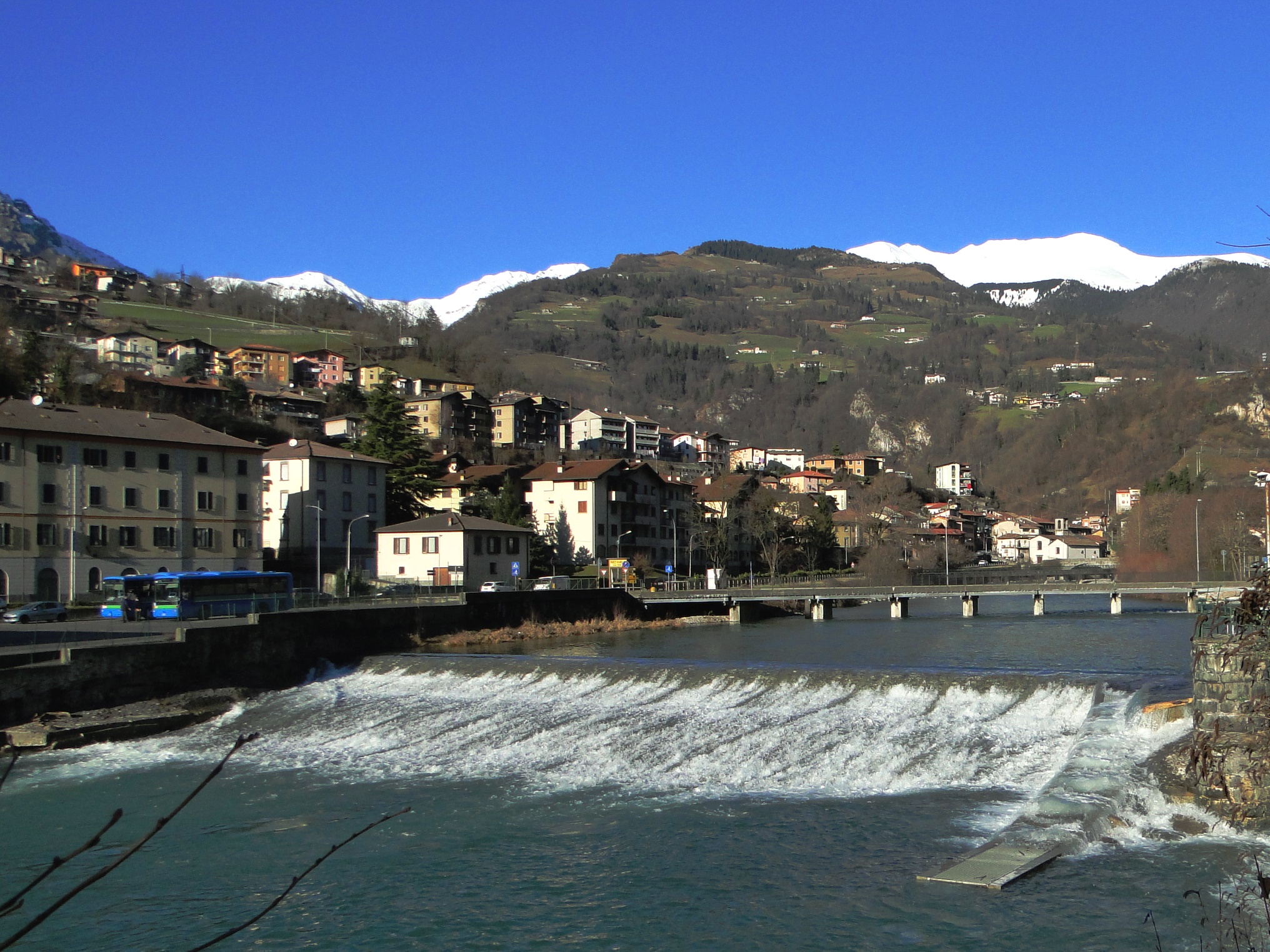
Il Serio a Ponte Nossa

Il territorio comunale si sviluppa su entrambi i versanti orografici della val Seriana, in corrispondenza della confluenza dei torrenti Nossa e Riso nel fiume Serio, ad un'altezza di compresa tra i 465 m s.l.m. del fondovalle ed i 1.297 del Corno Guazza.
Universalmente viene considerato come il primo paese dell'alta val Seriana, in quanto posto in un tratto pianeggiante che si apre poco più a monte della località Ponte del Costone, situata presso una sorta di angusta gola, stretta tra le pendici del pizzo Frol e del Corno Guazza.
Amministrativamente a Nord confina con Parre, prima tramite la frazione Ponte Selva, la cui parrocchia è di Ponte Nossa, e poi mediante il corso del fiume Serio presso la località Spiazzi. Poco distante da quest'ultima località, in direzione Nord-Est, si trova la piccola val Cabrosna, valle che scende dalle pendici del Pizzo Formico e si immette nel Serio da sinistra fungendo da limite comunale con Clusone. Con quest'ultimo comune il confine prosegue marcando i limiti orientali del territorio di Ponte Nossa, salendo sulle pendici del Corno Guazza fino ad arrivarne alla cima; a Sud-Est sono le stesse pendici, esposte verso mezzogiorno a delimitare il perimetro comunale da quello di Barzizza, frazione di Gandino. 

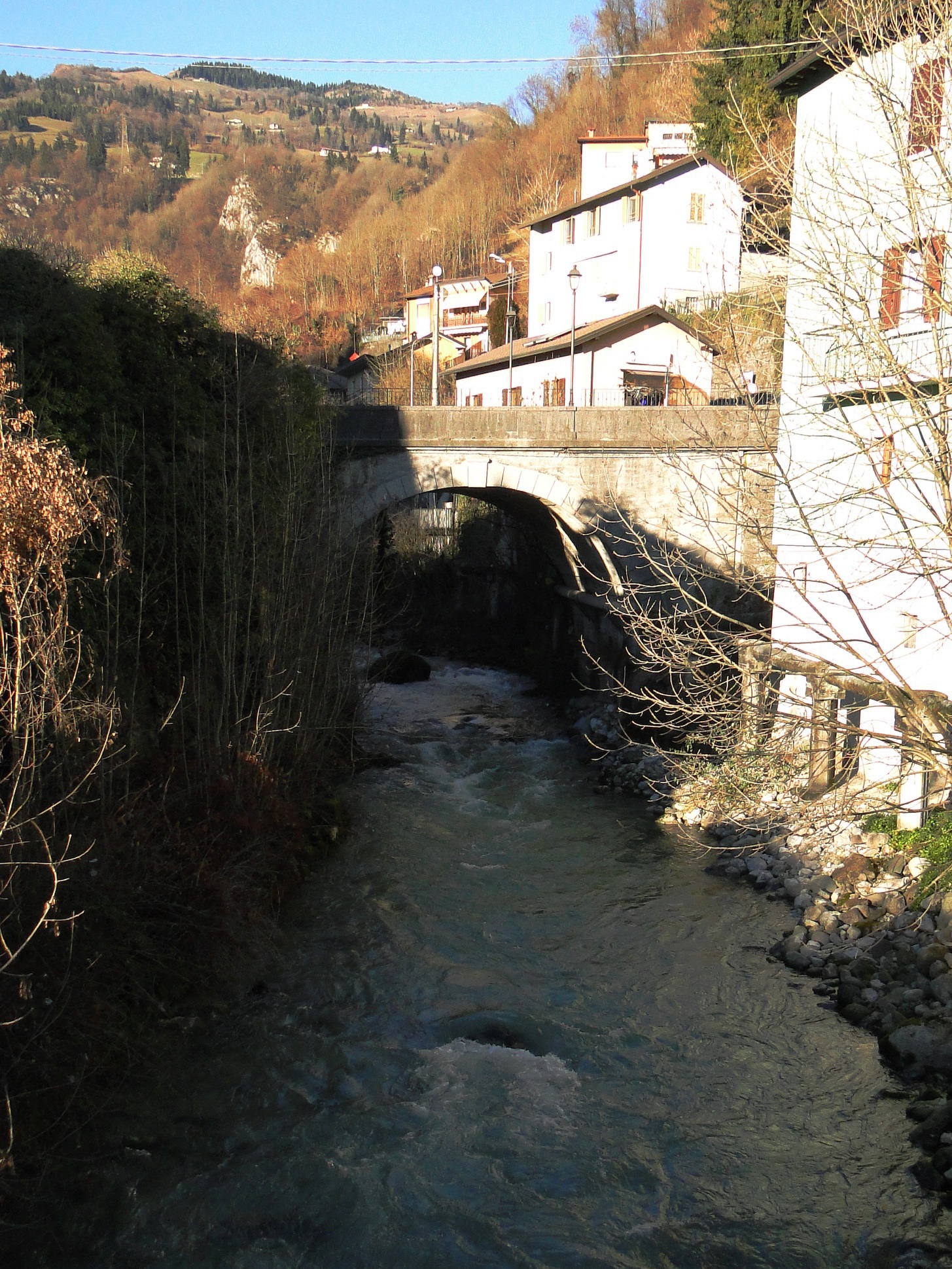
Il ponte sulla Nossa

A Sud la linea di divisione con Casnigo scende nel fondovalle fino al Ponte del Costone, da cui poi risale sull'opposto versante raggiungendo la sommità del pizzo Frol (1.053 m s.l.m.) Questo rilievo svetta sulla Val del Riso, laterale della val Seriana, della quale Ponte Nossa occupa la porzione di territorio, confinante con Gorno, posta tra la val Rogno e l'immissione del torrente Riso nel Serio. Infine a Nord-Ovest la linea di confine prosegue mantenendosi ad un'altezza di circa 550 m s.l.m. fino al torrente Nossa, oltre la quale le competenze territoriali sono ad appannaggio del municipio di Premolo.
Per ciò che concerne l'idrografia, oltre al fiume Serio, numerosi sono i corsi d'acqua che attraversano il territorio comunale. Il principale è la Nossa, affluente del Serio da destra, che si sviluppa nella valle cui da' il nome e che raccoglie le acque di numerosi piccoli rivoli composti dalle acque in eccesso provenienti dalle propaggini circostanti. L'importanza di questo corso d'acqua è legata sia alla presenza di numerosi magli che nel corso dei secoli garantirono prosperità al paese, sia al fatto che le sue acque alimentano un acquedotto che, con una portata stimata tra i 900 ed i 1.500 litri al secondo, permette di soddisfare il fabbisogno idrico di 118.000 persone nella provincia di Bergamo. Altro corso d'acqua è il Riso, che solca l'omonima valle, presente sul territorio di Ponte Nossa soltanto nel suo tratto terminale prima della sua immissione nel Serio.
Nella zona industriale, sul lato orografico sinistro, è presente anche un canale artificiale che scorre parallelamente al corso del Serio, da cui prende vita in località Spiazzi, rigettandovi le acque in prossimità del ponte che collega la zona industriale con il centro, dopo aver alimentato un impianto idroelettrico (in origine muoveve direttamente le macchine del primo stabilimento tessile).

## Origini del nome
Numerose sono le teorie che vorrebbero definire l'origine del toponimo, ma nessuna è accettata universalmente come valida e inconfutabile. Tra le ipotesi, quella comunemente considerata come più attendibile è quella che fa derivare il nome dal latino alnocea, derivata da alnus (ovvero ontano), genere di pianta diffusa in queste zone in epoche antiche. Sulla stessa linea è anche il pensiero, perorato dallo storico Umberto Zanetti, che farebbe discendere il toponimo da Noxia o Noxsa, proveniente dalla base Nucea, ovvero un luogo con presenza di piante di noce.
Sulla stessa parola Noxia concentra la sua idea anche lo storico Luigi Furia, che indica il termine però come derivato dal celtico, indicante il corrispettivo ad una pena commessa, in quanto presso le sorgenti presenti sul territorio quelle popolazioni svolgevano le proprie funzioni giuridiche e notarili.
Minore credito viene dato invece alla teoria che vorrebbe legare il nome del paese a quello del nobile casato dei Da Nossa che ivi abitò in epoca medievale, dato che è più probabile che sia il casato ad aver ricevuto il nome del paese, e non il contrario. Fantasiosa è invece la leggenda, riportata da don Canini, parroco del paese verso la metà del XIX secolo, che indica come siano state le acque del torrente Nossa e della relativa sorgente, ad essere state chiamate "acqua Nossa", cioè "Nostra" dagli stessi abitanti.

## Storia

### Dalla preistoria alla conquista romana

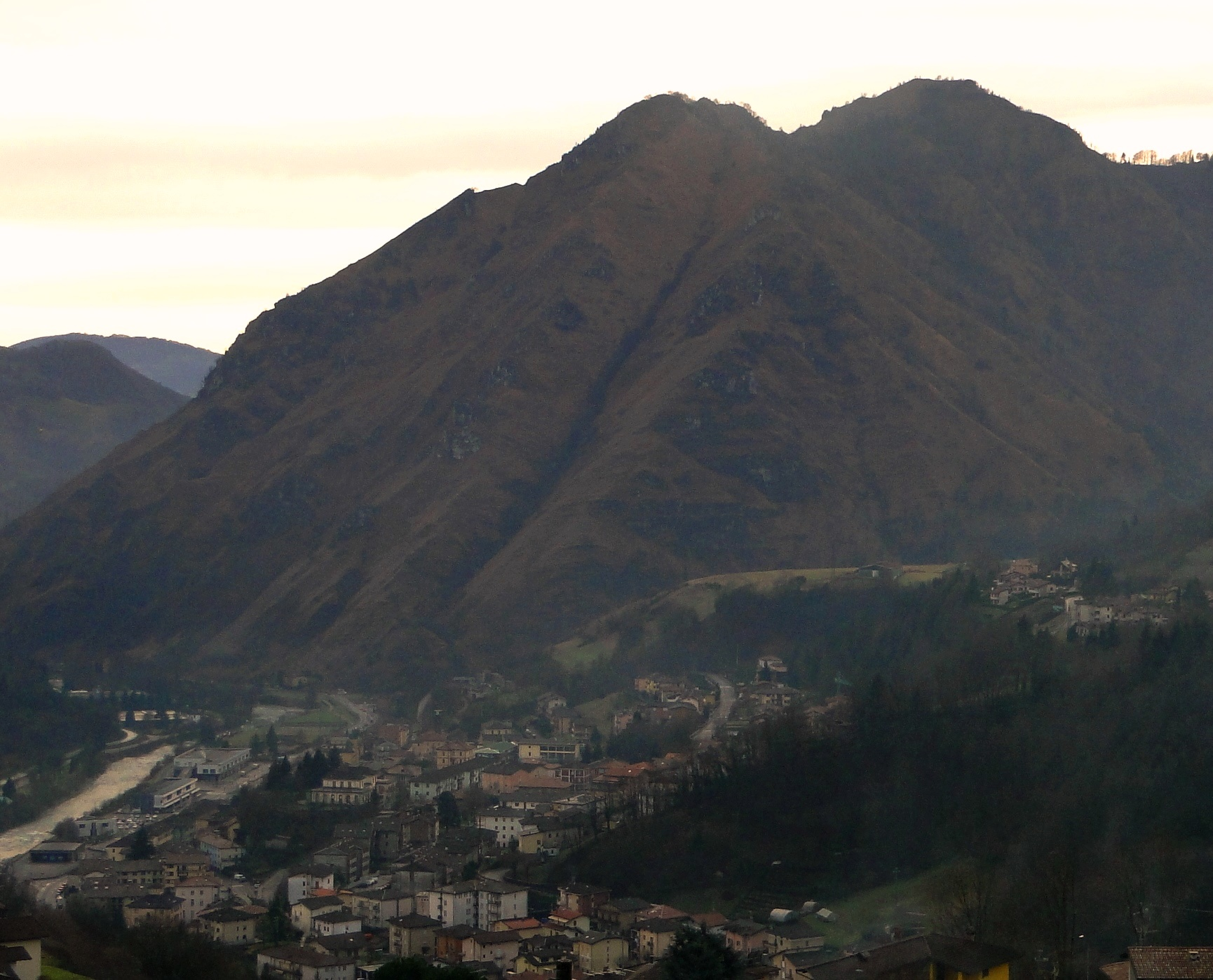
Il pizzo Frol che svetta sull'abitato

I primi insediamenti umani sarebbero riconducibili al VI secolo a.C. quando nella zona si stabilirono popolazioni di origine ligure dedite alla pastorizia, tra cui gli Orobi. Ad essi si aggiunsero ed integrarono, a partire dal V secolo a.C. le popolazioni di ceppo celtico, tra cui i Galli Cenomani che, secondo una leggenda perorata da Luigi Furia, si insediarono nei pressi delle sorgenti della Nossa, considerando la fonte d'acqua un luogo sacro dove svolgere riti propiziatori ed amministrare la giustizia.
Si trattava tuttavia di presenze sporadiche, che non formarono mai un nucleo abitativo definito.
La prima vera e propria opera di urbanizzazione fu invece opera dei Romani, che conquistarono la zona e la sottoposero a centuriazione, ovvero ad una suddivisione dei terreni a più proprietari, a partire dal I secolo d.C. Questa opera assegnò appezzamenti più o meno vasti a coloni e veterani di guerra, di origine o acquisizione romana, i quali bonificarono i terreni al fine di poterli sfruttare per coltivazioni agricole ed allevamento di bestiame.
Il centro abitato, costituito prevalentemente da capanne, aveva tuttavia dimensioni estremamente ridotte, con gli abitanti che trovavano sostentamento dall'agricoltura, principalmente nella piana del fondovalle, e dalla pastorizia, nella zona collinare. Non è da escludere che tra i “residenti” vi fossero anche alcuni schiavi (i cosiddetti Damnati ad metallam), impiegati nelle vicine miniere di ferro della vicina val del Riso. La vicinanza di queste attività estrattive, unite alla felice posizione geografica, posta presso la prima zona pianeggiante dopo la strettoia che delimitava la parte inferiore della valle da quella superiore, permise anche numerosi scambi commerciali, dal momento che i traffici tra la zona di Clusone e Bergamo dovevano necessariamente toccare il piccolo centro.

### Il medioevo

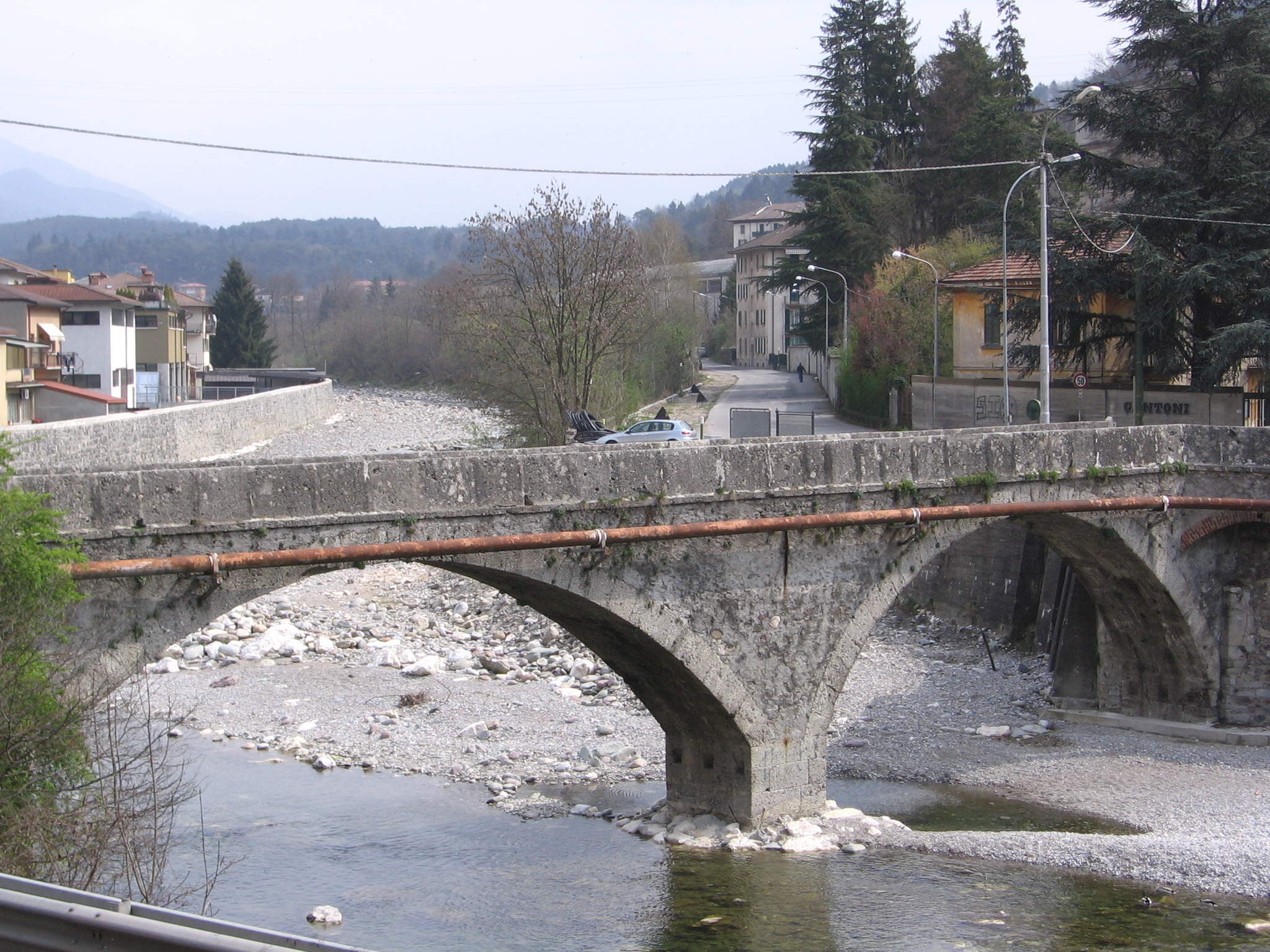
Il medioevale ponte sul Serio, presso la chiesa di san Bernardino

Al termine della dominazione romana vi fu un periodo di decadenza ed abbandono del centro abitato, con la popolazione che sovente era costretta a cercare riparo sulle alture circostanti al fine di difendersi dalle scorrerie perpetrate dalle orde barbariche. La situazione ritornò a stabilizzarsi con l'arrivo dei Longobardi, popolazione che a partire dal VI secolo si radicò notevolmente sul territorio, influenzando a lungo gli usi degli abitanti: si consideri infatti che il diritto longobardo rimase “de facto” attivo nelle consuetudini della popolazione fino alla sua abolizione, avvenuta soltanto nel 1491.
Con il successivo arrivo dei Franchi, avvenuto verso la fine dell'VIII secolo, il territorio venne sottoposto al sistema feudale, con il paese che inizialmente venne assegnato, al pari di gran parte della valle, ai monaci di Tours per poi essere infeudato al Vescovo di Bergamo.
Anche il primo documento scritto in cui si attesta l'esistenza del borgo risale a quel periodo: era l'anno 1071 quando in un atto viene citata la famiglia dei "Da Nossa", nobile casato che derivava il nome dal borgo stesso. Tra le file di questo ramo è da segnalare Beltramino Da Nossa, importante giurista del XII secolo che operò attivamente nella vita politica della città di Bergamo.
Le dimensioni dell'abitato rimasero assai ridotte, tanto che l'attuale territorio comunale risultava amministrativamente suddiviso tra i vicini comuni di Premolo, Clusone e Parre.
Nel tardo medioevo si verificarono importanti innovazioni tecnologiche, che diedero notevoli risvolti anche in ambito economico. Sfruttando la vicinanza delle miniere e la ricchezza d'acqua di cui disponeva il territorio, lungo il corso del torrente Nossa vennero introdotti alcuni magli che permisero la lavorazione di metalli, dai quali si ottenevano utensili ed attrezzi. I primi documenti che attestano l'esistenza di tale pratica risalgono al periodo compreso tra la fine del XIV e l'inizio del XV secolo, anche se si presume possano essere collocati già al XII secolo, come indicato da un diploma dell'imperatore Federico Barbarossa che, datato 1156, regolava la lavorazione dei metalli utilizzati per il conio delle monete.
In ambito sociale cominciarono invece a verificarsi attriti tra gli abitanti, divisi tra guelfi e ghibellini, che raggiunsero livelli di recrudescenza inauditi.
Le cronache del tempo raccontano di numerosi episodi tragici in tutta la provincia di Bergamo, che venne dilaniata da questa sanguinosa faida. Anche la piccola borgata di Campolungo, in quei tempi principale nucleo dell'attuale comune, ne fu coinvolta, tanto da essere citata nei resoconti dello storico G. Rota. 
Queste cronache raccontano di scontri che si verificarono presso la torre ghibellina che dominava il paese, ma sono menzionati anche i passaggi delle colonne guelfe (nel 1376), e di quelle ghibelline due anni più tardi, entrambe dirette al castello di San Lorenzo di Rovetta, centro di battaglie ed assedi, senza tuttavia che nel centro abitato venissero commessi danneggiamenti di alcun tipo.

### La Repubblica di Venezia

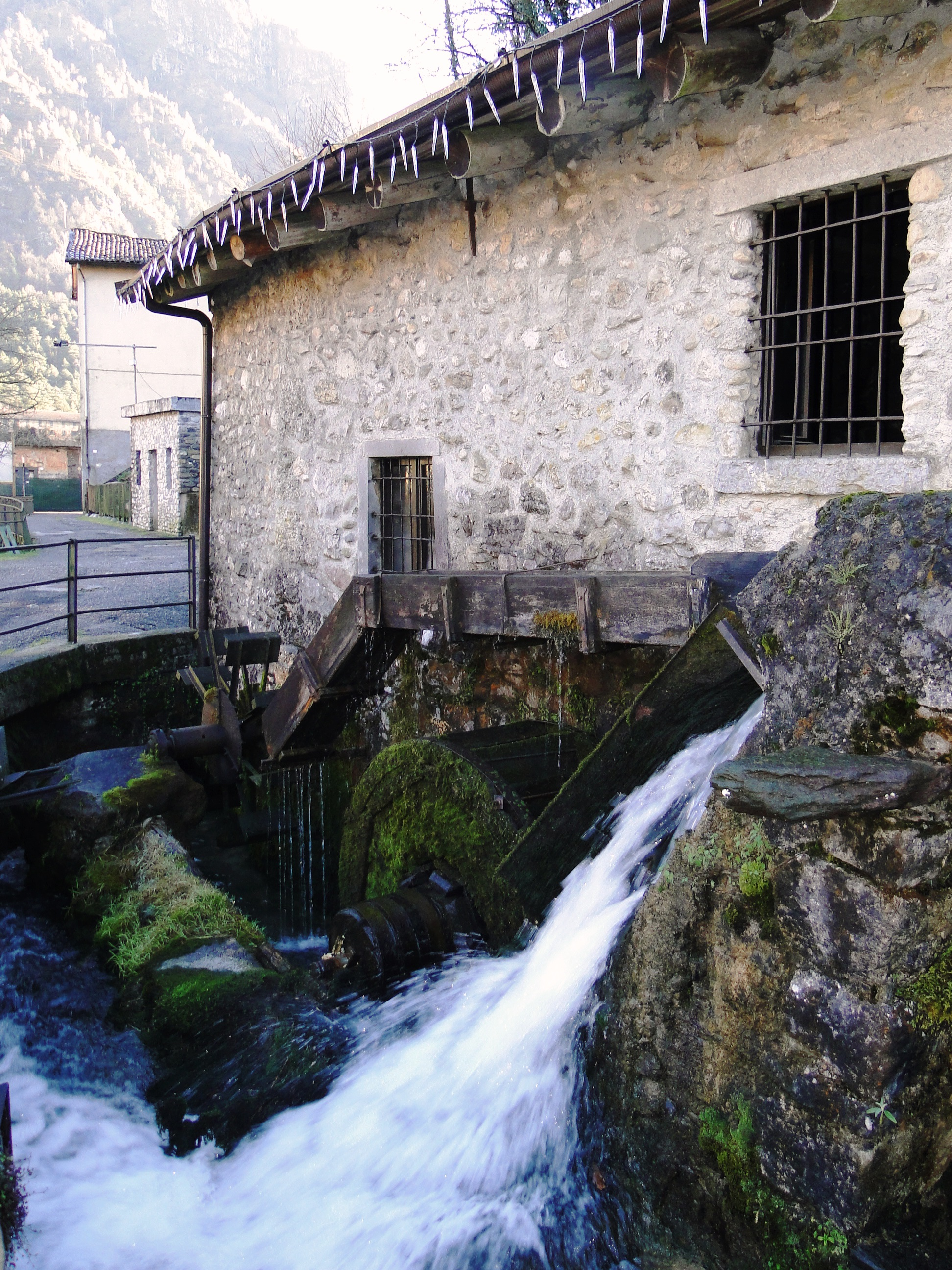
I magli, attività che caratterizzò il "periodo veneto"

Alla definitiva pacificazione si arrivò nella prima metà del XV secolo, grazie al passaggio alla Repubblica di Venezia, avvenuto nel 1427 dopo un'espressa richiesta di Bergamo e delle sue valli, e ratificato dalla Pace di Ferrara del 1428. La Serenissima garantì una diminuzione della pressione fiscale ed offrì maggiore autonomia, dando inizio ad un periodo contrassegnato da tranquillità in cui l'intera zona riprese a prosperare.
Inoltre, tra il XV ed il XVI secolo, Ponte Nossa ottenne l'indipendenza amministrativa venendo inserito nella circoscrizione della Valle Seriana Superiore, con il territorio comunale che includeva soltanto la porzione di territorio corrispondente alle contrade di Campolungo e Ponte. Nel 1583 seguì l'autonomia anche in ambito religioso, che segnò la definitiva separazione dal vicino borgo Premolo.
Le cronache del tempo riportano anche di problemi che attanagliavano il paese, tra cui la presenza di numerosi briganti che, stazionando ai margini dell'abitato, assalivano mercanti e commercianti. Questi ultimi, per sfuggire alle razzie, spesso preferivano percorrere la strada montana che dall'altipiano della val Gandino saliva fino al monte Farno, per poi ridiscendere nel fondovalle tra Clusone e Cerete.
Tra gli eventi negativi sono da ricordare due epidemie di peste, entrambe anticipate da violente carestie: la prima ondata vi fu tra il 1503 ed il 1506, mentre la seconda, raccontata da Alessandro Manzoni, scoppiò tra il 1629 ed il 1631 e causò la morte di sole tre persone. L'epidemia mortifera, che dimezzò il numero degli abitanti di numerosi paesi della media e bassa valle Seriana, fu limitata soprattutto grazie alle misure precauzionali adottate dalla popolazione, che stabilì posti di guardia a Sud del paese presso il ponte del Costone ed a Nord presso lo sbocco della val Nossana, bloccando anche ogni tipo di commercio.
Il blocco però limitò notevolmente le attività artigianali ed ebbe effetti negativi sui commerci, situazione che peggiorò ulteriormente la già problematica condizione dei nossesi. 
Questi, nella descrizione redatta nel 1596 dal capitano veneto Giovanni Da Lezze, sono difatti così descritti:
Il numero dei residenti venne fissato a 170 unità, cifra che sostanzialmente rimase immutata anche nei due secoli successivi.

### Dall'avvento di Napoleone fino ai giorni nostri

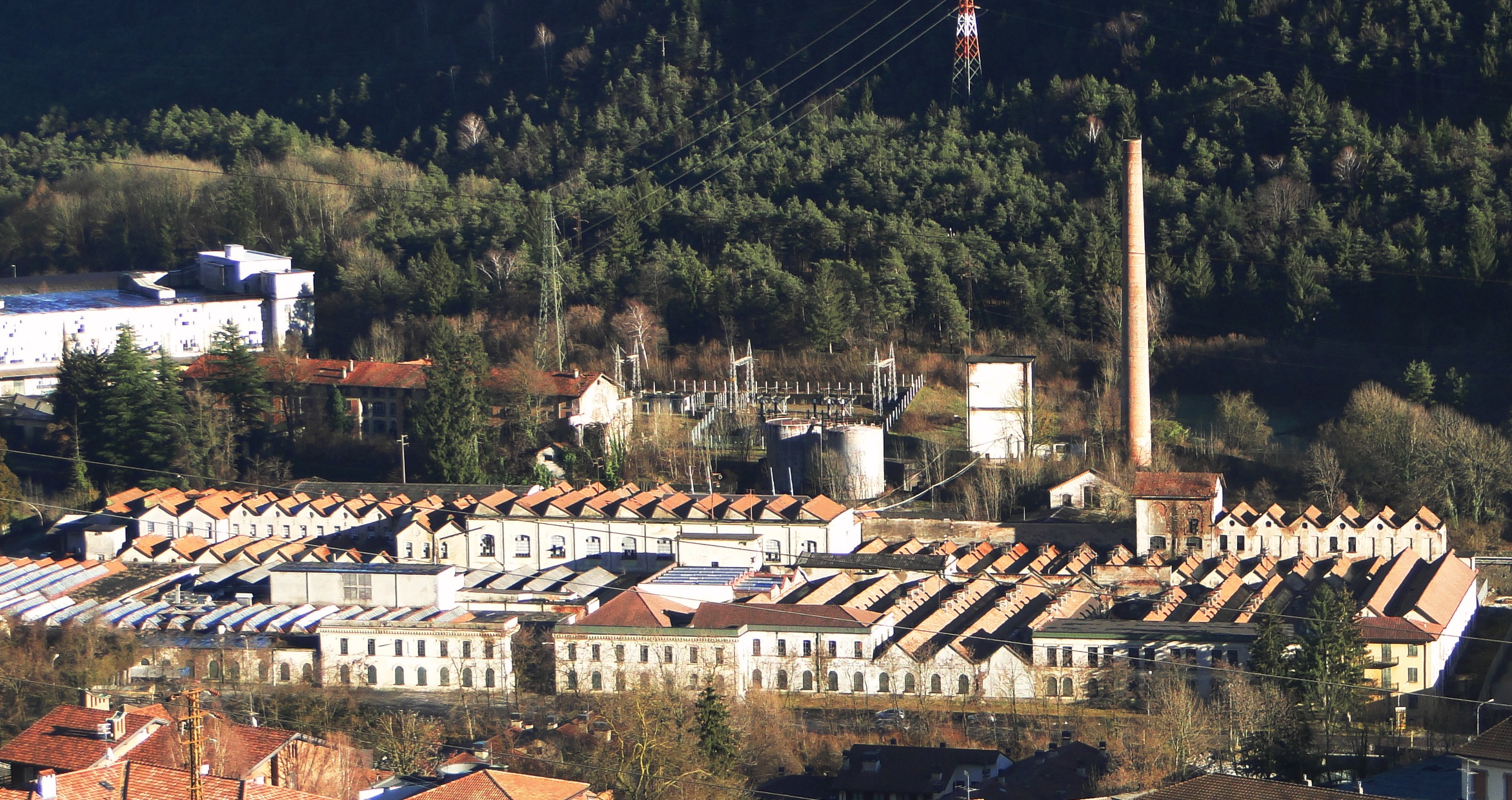
La zona industriale, risalente al XIX secolo

Ma il potere della Repubblica di Venezia era ormai agli sgoccioli, tanto che nel 1797, in seguito al trattato di Campoformio, venne sostituita dalla napoleonica Repubblica Cispadana. 
Il cambio di dominazione comportò nel 1809 una revisione dei confini mediante un'imponente opera di accorpamento dei piccoli centri ai più grandi: in questo frangente Ponte Nossa venne accorpata, unitamente a Premolo, al vicino comune di Parre.
L'unione tra i tre borghi durò poco, dal momento che nel 1816, in occasione del nuovo cambio di governo che vide subentrare l'austriaco Regno Lombardo-Veneto alle istituzioni francesi, questi vennero nuovamente scissi.
Nella seconda parte del XIX secolo, contestualmente all'Unità d'Italia, si verificò uno sviluppo dell'industria, favorito dall'attività dei magli che permettevano di alimentare numerose attività legate alla produzione ed al commercio di materiale siderurgico. Il principale elemento estratto era la calamina, un miscuglio di minerali a base di zinco molto presente nei monti attorno al paese, che veniva poi depositata nella piazza principale del centro abitato (l'attuale piazza Giovanni Paolo II), dove erano collocate forni per la lavorazione del materiale.
Ad esse si affiancarono numerose realtà operanti nell'ambito tessile che in breve si insediarono e radicarono sul territorio, la principale delle quali fu il “Cotonificio Bergamasco”. Fondato nel 1870 e diretto dalla famiglia di industriali Zopfi, cominciò ad attrarre in modo significativo gli abitanti dei paesi vicini, permettendo un vertiginoso aumento del numero dei residenti nel comune. Difatti il numero, rimasto pressoché invariato tra il 1861 ed il 1881 (si passò da 515 a 590), esplose letteralmente sul finire del secolo, toccando quota 2213 nel 1901.

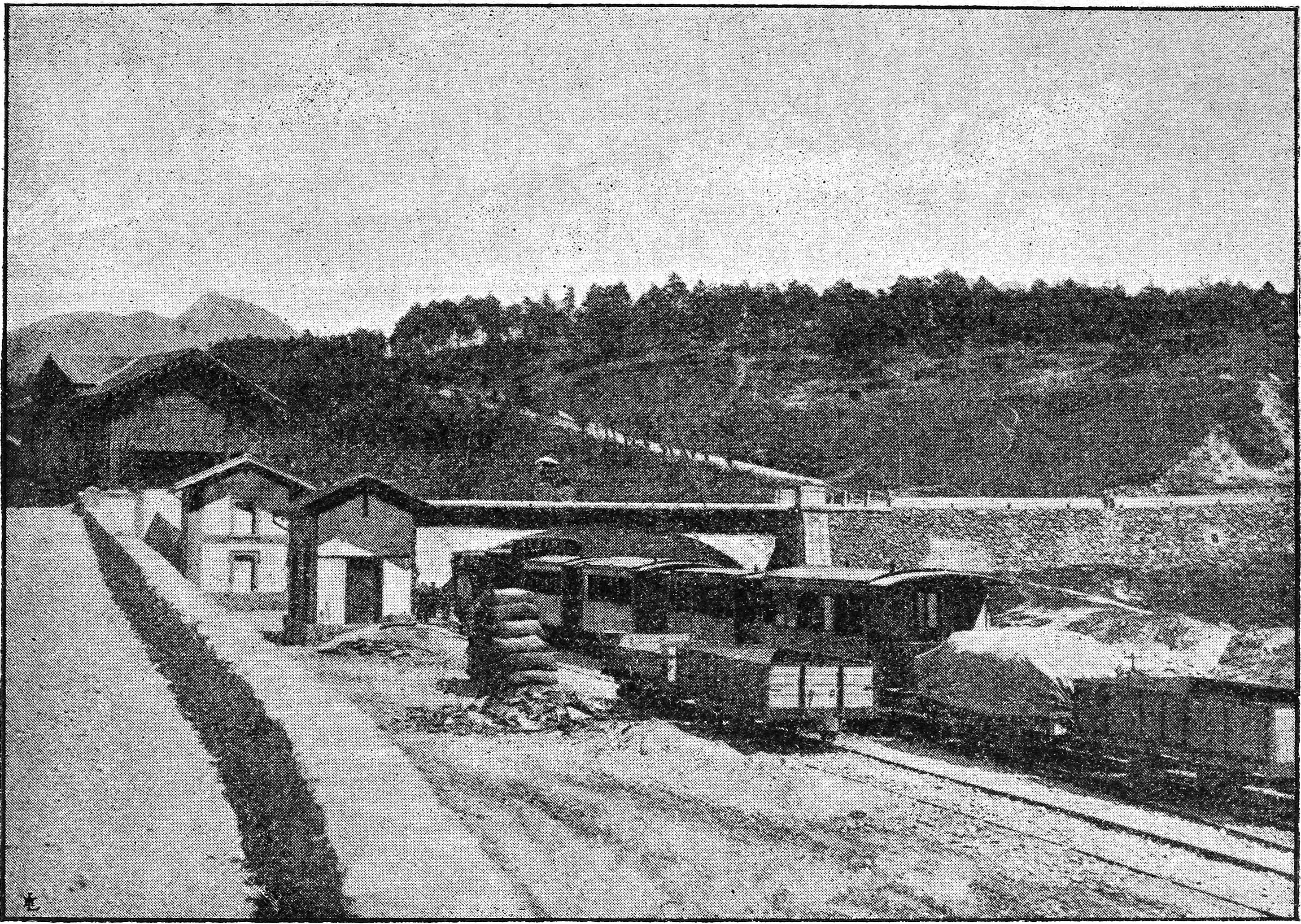
1 km a monte di Ponte Nossa, Ponte Selva (Parre), allora capolinea della ferrovia,in una foto di fine ottocento

Un ulteriore impulso venne dall'apertura della Ferrovia della Valle Seriana, che dal 1885 permise il collegamento di merci e passeggeri fino a Bergamo.
L'espansione del paese riguardò anche i confini comunali, dal momento che nel 1919 vennero aggregate le località di “Spiazzi” ed “Oltreserio”, poste sul versante orografico sinistro, mentre nel 1925 fu incluso il borgo di Nossa, posto a Nord del corso del torrente Nossa e fino a quel momento di competenza del municipio di Parre.
Un'ulteriore modifica fu attuata nel 1927 dal regime fascista, nell'ambito di una riorganizzazione amministrativa volta a favorire i grossi centri a scapito dei più piccoli, che unì nuovamente Premolo a Ponte Nossa, nell'entità comunale rinominata “Nossa”. L'unione durò fino al termine della seconda guerra mondiale, quando nel 1947 Premolo riacquisì la definitiva autonomia. Il nome tuttavia rimase inalterato fino al 1956, quando venne ribattezzato nell'attuale "Ponte Nossa".
A partire dalla seconda metà del secolo gli stabilimenti tessili (rinominati prima De Angeli-Frua e poi Cotonificio Cantoni), si ridimensionarono gradualmente fino ad arrivare alla completa chiusura, situazione che influì sul numero dei residenti, che dalle 2543 unità del 1961 scese sotto “quota 2000” nei primi anni del nuovo millennio.
Nel frattempo le realtà legate all'industria tessile vennero affiancate e sostituite da attività operanti nei settori meccanico, meccano-tessile ed artigianale.
Tra queste si segnalano la FIRST, del gruppo Itema Holding-Promatech, poi chiusa nel 2009 e lo stabilimento Pontenossa s.p.a., prima conosciuto come Sapez e poi come SAMIM  e AMMI (tutte legate alla produzione di minerali a base di zinco), che si occupa del recupero e dello smaltimento delle polveri prodotte dalle acciaierie.

### Simboli
Lo stemma del comune di Ponte Nossa si blasona:
(R.D. del 17 febbraio 1927)
Nello stemma è rappresentato il ponte che dà il nome al paese, accompagnato da una stella, simbolo di devozione mariana. La composizione attuale dello stemma fu adottata con delibera del podestà del 25 settembre 1926 e concessa con regio decreto del 17 febbraio 1927. Precedentemente, fin dal 1903, nello stemma era presente la figura di un coccodrillo, a ricordare l'animale imbalsamato che si trova conservato nel santuario della Madonna delle Lacrime.
Il gonfalone è un drappo di rosso.

## Monumenti e luoghi d'interesse

### Architetture religiose

#### Santuario della Madonna delle Lacrime

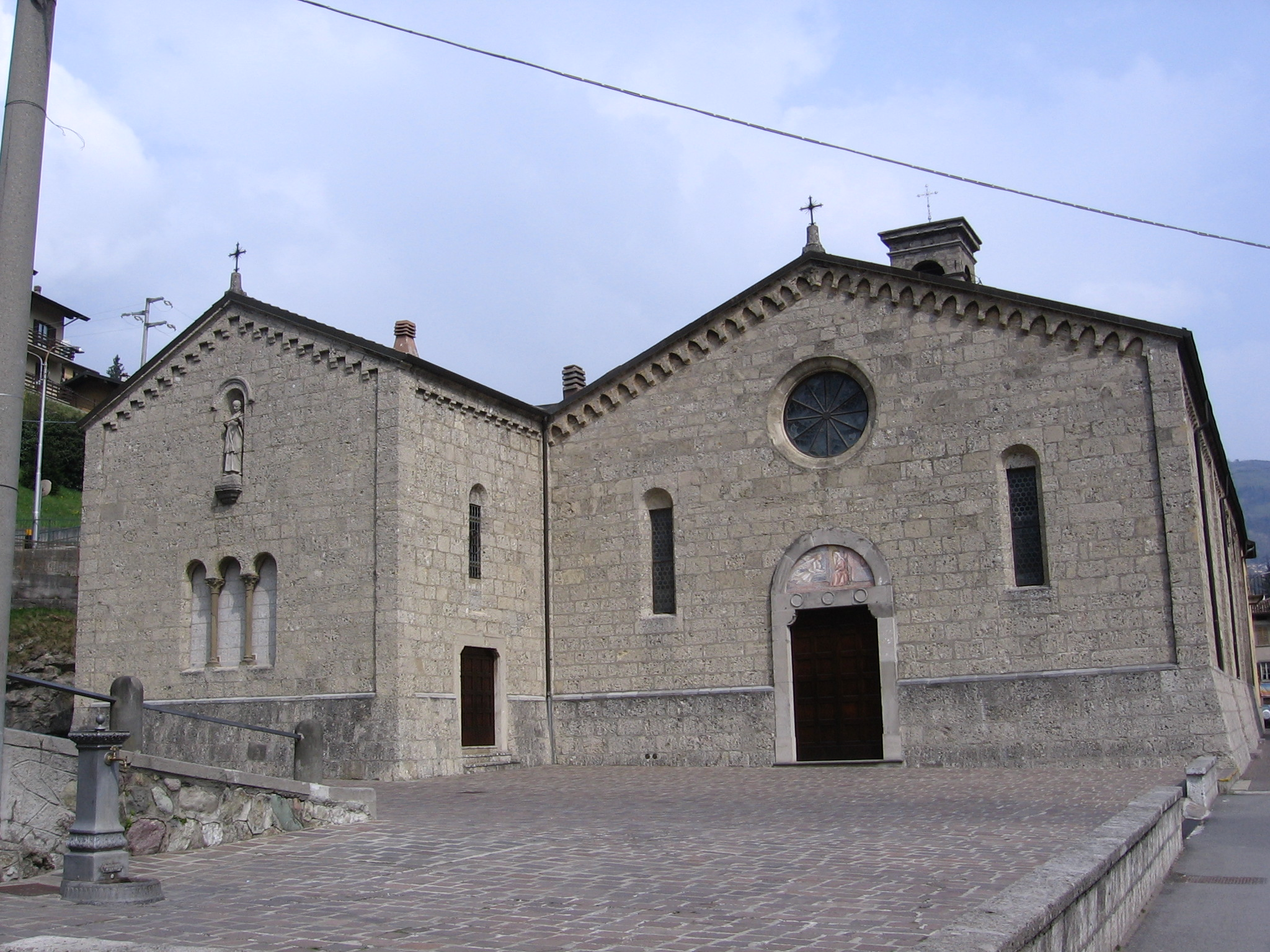
Il santuario dell'Apparizione

In ambito religioso, il principale edificio è senza dubbio il santuario della Madonna delle Lacrime, e anche chiesa parrocchiale di Santa Maria Annunziata, considerato monumento nazionale. Situato all'ingresso del paese in località Campolongo, venne edificato in luogo di una precedente chiesa di origine medievale dalle dimensioni assai modeste. Quest'ultima, dedicata a santa Maria e ai Sette Fratelli Martiri, possedeva sulla propria facciata un dipinto quattrocentesco attribuito a Giacomo Busca, raffigurante la Madonna con Cristo crocifisso e San Giovanni.
Secondo gli atti notarili redatti dal notaio Guerinoni di Gorno, il 2 giugno 1511, una pastorella del paese fissando il quadro, vide il volto di Maria mutare, aprire e chiudere l'occhio sinistro fino a lacrimare sangue. Unitamente udì una voce che le disse di chiamare anche gli altri abitanti al fine di far osservare a tutti quell'apparizione, nonché di far edificare una nuova chiesa. Il nuovo edificio sacro, iniziato nel 1525 e terminato nel 1533, venne edificato in stile romanico lombardo inglobando la esistente Chiesetta e poi dedicato a santa Maria Annunciata. Consacrata nel 1575 ed elevata a rango di parrocchiale nel 1583, quando si separò da Premolo, venne configurata in modo tale che l'affresco miracoloso diventasse l'altare laterale. La precedente chiesa fu quindi demolita nel 1716 al fine di lasciare spazio alla nuova sacrestia del complesso lasciando intatta solamente la parete dell'affresco miracoloso.
La struttura ad unica navata suddivisa dapprima in 3 campate, poi in cinque, all'esterno presenta una facciata a capanna con un rosone centrale posto al di sopra del portale d'ingresso, ai fianchi del quale sono collocate due monofore. All'interno spiccano gli archi ed il soffitto in legno finemente affrescati, i dipinti di Giovanni Cavalleri, così come i numerosi ex-voto testimoni della devozione popolare. Tuttavia ciò che cattura maggiormente l'attenzione è la presenza di un coccodrillo imbalsamato lungo circa tre metri, posto sopra l'ingresso di destra. La presenza del rettile, documentata fin dal 1594, secondo la tradizione sarebbe dovuta al dono di un commerciante che, imbattutosi nell'animale presso Rimini, riuscì ad ucciderlo dopo aver invocato l'intercessione della Madonna di Ponte Nossa. È tuttavia probabile che il mercante in questione, tale Bonelli de' Ferrari, lo abbia acquistato presso la città adriatica. Un'altra versione popolare narra invece che l'animale infestasse le acque del Serio, e che alcuni abitanti lo avrebbero catturato e collocato nel santuario come ringraziamento alla Madonna. Altre chiese con coccodrilli sono il Santuario della Beata Vergine delle Grazie a Curtatone (MN) e la Chiesa di Santa Maria delle Vergini a Macerata. L'altare maggiore è ornato dal cinquecentesco polittico ligneo opera della bottega marinoniana di Desenzano al Serio.
La chiesa, ristrutturata all'inizio del XX secolo su progetto di Giovanni Muzio, è tuttora luogo di pellegrinaggio e oggetto di venerazione popolare.

#### Chiesa di San Bernardino

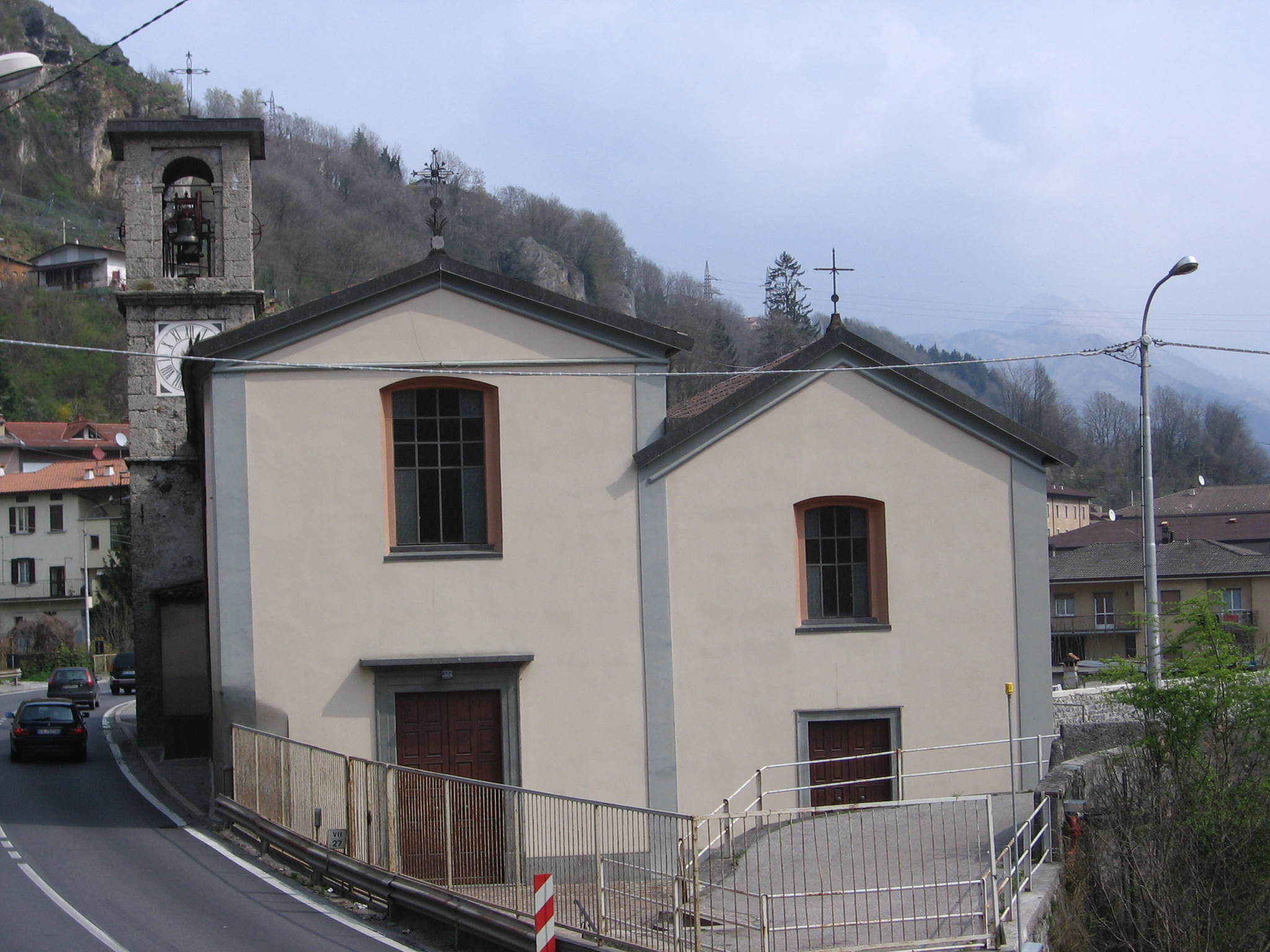
La chiesa di San Bernardino

Altro edificio di culto di grande rilevanza è la chiesa di San Bernardino, intitolata al santo che tanto si adoperò per la pace in queste zone in epoca medievale. Edificata nel corso del XVII secolo in luogo di una precedente struttura religiosa, si trova stretto tra la strada provinciale della valle Seriana (ex SS 671) ed il corso del fiume Serio. Il corpo è dato dalla fusione di due chiese addossate e molto simili tra loro.
Esistono quindi due ingressi e due navate, le quali sono a loro volta suddivise in quattro campate. Nella navata di sinistra, leggermente più alta, vi sono alcune interessanti opere d'arte, quali le tele raffiguranti L'ultima cena e La Vergine con santi, nonché il presbiterio della chiesa; in quella di destra si trova invece l'altare del Suffragio con la pala Madonna con Bambino. Nella parete di fondo è infine collocata la statua di san Bernardino che, in occasione della ricorrenza patronale, viene portata in processione per le vie del paese.

### Architetture civili

#### Museo dei magli

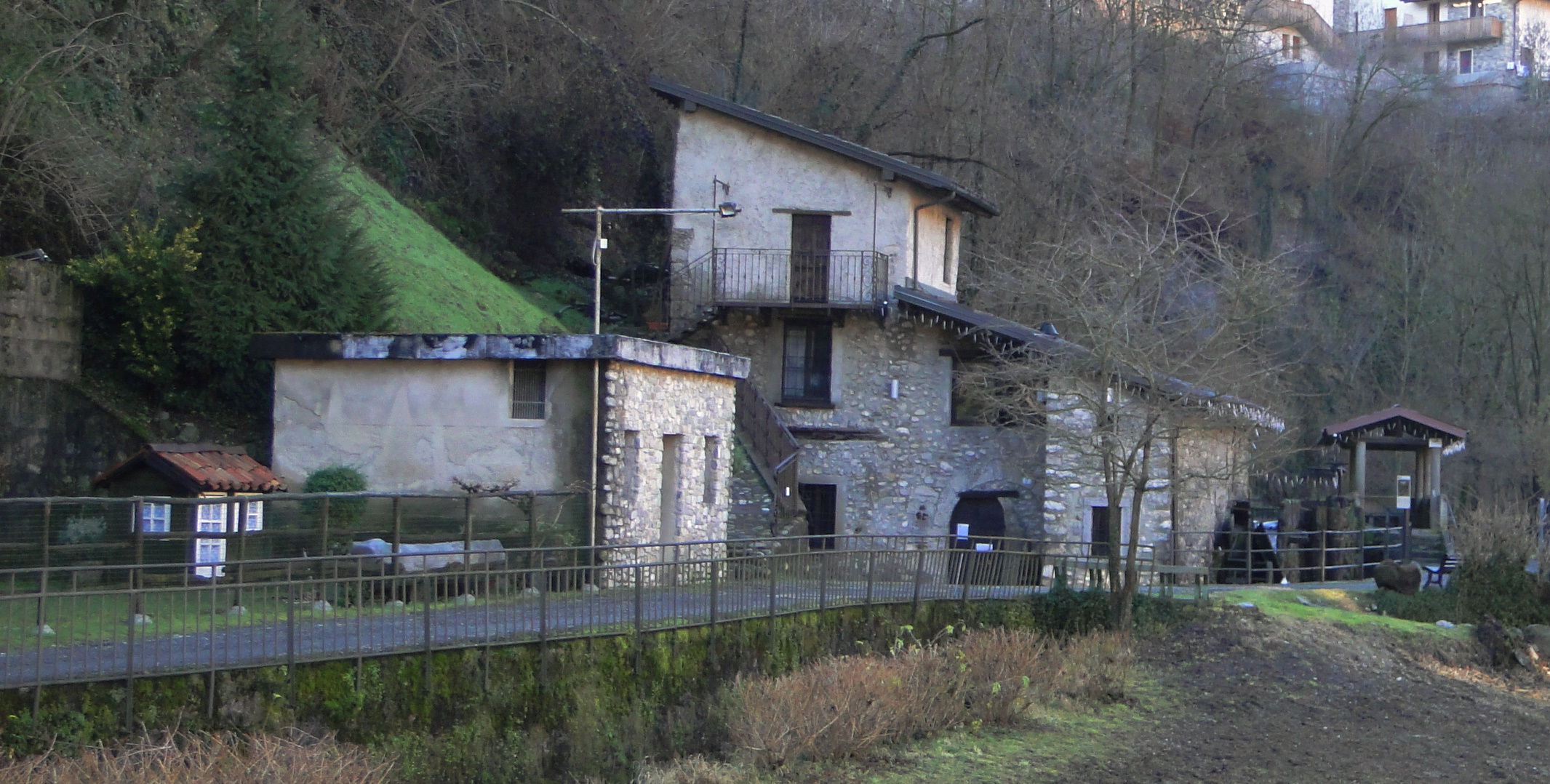
Il museo dei magli

Per ciò che concerne l'architettura civile, è d'obbligo citare il Museo dei Magli, situato nei pressi di via san Bernardino, sulla sponda orografica destra del torrente Nossa, nella struttura chiamata maglio minore (o maglio Beltrami), attivo fino al 1964.
Il museo intende quindi ricostruire e valorizzare l'utilizzo dei magli che, sfruttando l'energia idraulica del corso d'acqua, hanno permesso lo sviluppo di una fiorente attività durata secoli.
La loro presenza è documentata a partire dal XV secolo, periodo in cui un sistema composto da un maglio fusore, posto più a monte, e da tre magli detti maglio grande (ora in stato di abbandono, del quale rimane soltanto parte della muratura esterna), minore e maggiore (detto anche Romelli-Gervasoni, ora in stato d'abbandono, che ha funzionato sino agli anni ottanta), permetteva la lavorazione del ferro estratto nelle vicine val di Scalve e valle Bondione ed ottenere principalmente chiodi, ma anche lamiere ed utensili agricoli quali zappe, vanghe, badili e mazze. Dopo la loro chiusura, avvenuta verso la metà del XX secolo, sono stati posti al centro di un programma di valorizzazione storico-ambientale promosso dal comune di Ponte Nossa e dall'Associazione Magli Nossa, che li ha portati ad essere meta di visite guidate sia per singoli e famiglie che per scolaresche.

### Altro
Il comune è attraversato dalla Ciclovia della Valle Seriana, una pista ciclopedonale che si snoda nella Val Seriana. Il percorso, che permette di collegare l'hinterland nord della città di Bergamo con gran parte dei paesi della valle Seriana fino a Clusone, è composto da una rete di piste ciclopedonali pari a 47 chilometri.
Numerosi sono gli itinerari che raggiungono la cima di Grem, l'Arera, il Corno Guazza (su cui è collocata la Madonna degli Alpini) ed il Pizzo Formico. Merita menzione anche la traccia, contrassegnata da segnavia del CAI numero 242, che si dirama dall'abitato, sale imboccando la val Nossana (o Dossana), raggiunge le baite dette di Sotto e di Sopra e termina presso il rifugio Santamaria in Leten (1.720 m s.l.m.), da cui è possibile riallacciarsi a numerosi altri itinerari.

## Società
Abitanti censiti

### Etnie e minoranze straniere
Gli stranieri residenti nel comune sono 182, ovvero una percentuale pari al 10% della popolazione. Di seguito sono riportati i gruppi più consistenti:
1. Senegal, 58
2. Marocco, 54

### Tradizioni e folclore

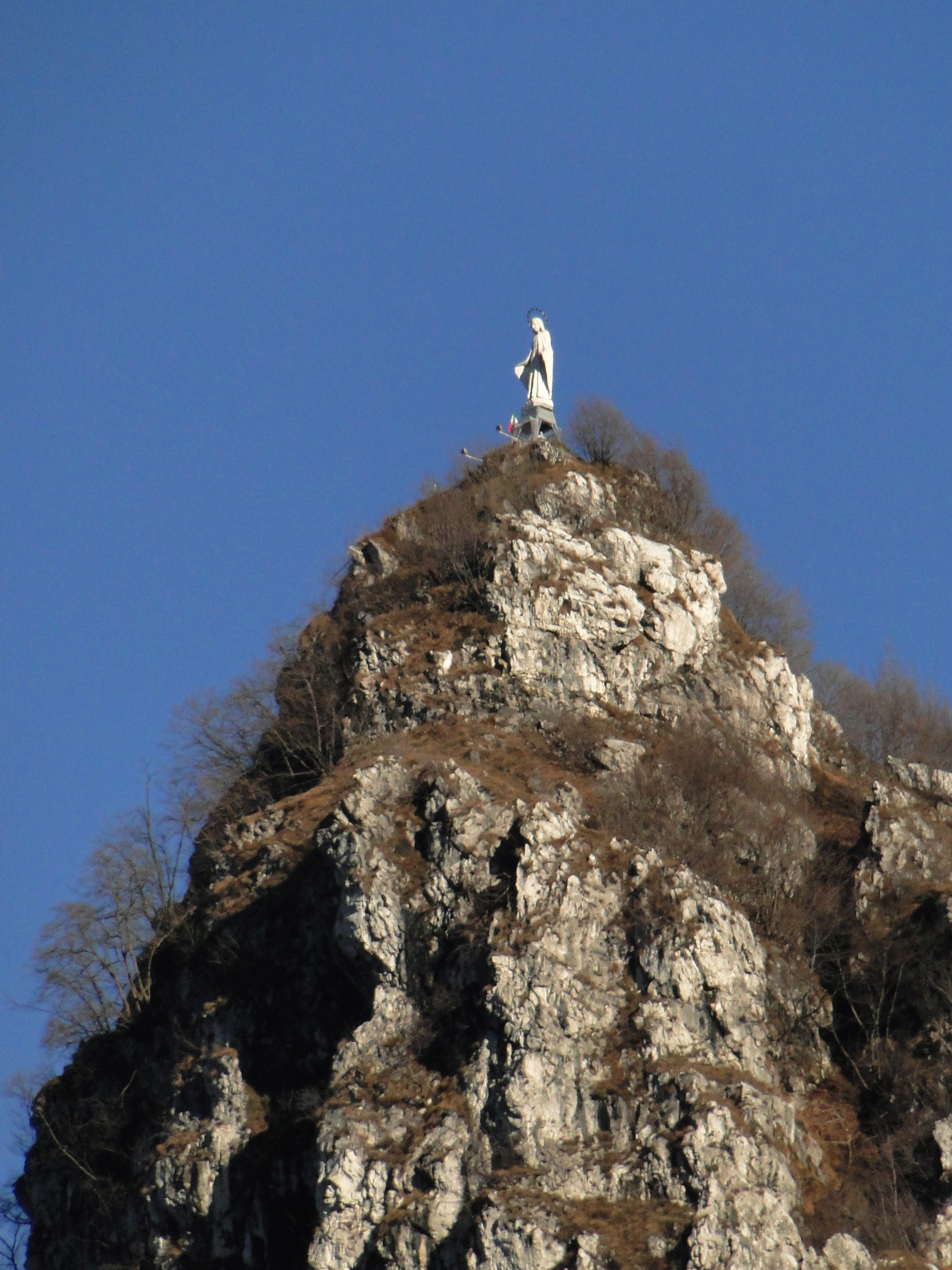
La Madonnina degli Alpini presso il Corno Guazza

- La festa del Mas[24](festa del Mazzo, ovvero l'albero di maggio): questa tradizione ha origini antichissime che, secondo gli etnologi, risalgono ad antichi riti pagani volti a celebrare il risveglio della vita in primavera.[25] Si svolge in tre giornate distinte: la prima domenica un gruppo di abitanti del paese taglia un abete alto più di dodici metri e lo porta in paese. Un tempo il trasferimento veniva effettuato con carri trainati da cavalli, mentre con la modernità questo mezzo è stato sostituito da camion. Una volta arrivato nel paese, prima viene condotto in corteo lungo le vie del borgo, poi viene benedetto presso il piazzale del santuario dell'Apparizione, ed infine portato ai piedi del Corno Guazza, dove rimane fino al primo maggio. In quella giornata l'albero (ol Mas ), simbolo della vita e della fecondità, viene portato sulla cima della montagna, sostenuto da dieci abitanti, aiutati da un nutrito gruppo di persone che dall'alto lo trascina con l'aiuto di una robusta corda. Raggiunta la vetta, il Mas viene ripiantato, per essere tagliato e fatto a pezzi nella serata del 1º giugno. Nell'occasione si accende un falò, mentre in paese inizia uno spettacolo pirotecnico che introduce la festa dell'Apparizione del giorno seguente.

- La festa dell'Apparizione: questa intende celebrare l'Apparizione della Madonna avvenuta nel 1511, quando una pastorella vide piangere la Madonna raffigurata in un dipinto posto sulla facciata della chiesetta medievale. La festa cade il 2 giugno, al termine della festa del Mazzo, in una particolare mescolanza tra sacro e profano. Nel 2011 è ricorso il 500º Anniversario dell'Apparizione, evento che è stato celebrato con numerosi eventi di carattere religioso e culturale.
- Il falò di San Bernardino: I festeggiamenti si svolgono il primo fine settimana vicino al 20 maggio, giorno in cui si commemora san Bernardino. Nei giorni precedenti all'evento la popolazione raccoglie legna, carta e stracci, ammucchiando il tutto presso il ponte attiguo alla chiesa al santo intitolata. La sera della vigilia, al termine della solenne processione, seguita dalla Santa Messa solenne animata dalla corale, viene dato fuoco al materiale in un grande falò, a cui poi vengono accompagnati i fuochi d'artificio e il concerto bandistico del corpo musicale del paese.
- La festa dell'Annunciazione della Beata Vergine Maria: festa della patrona del paese, ha luogo il 25 marzo.

## Geografia antropica
Contrade
Ecco l'elenco completo delle contrade :
- Ponte
- Campo Lungo
- Spiazzi
- Ponte Riso
- Capra (alta e bassa)

La gran parte della popolazione risiede nel nucleo abitativo che, posto nel fondovalle alla destra orografica del fiume Serio, per via dell'espansione edilizia avvenuta nel XX secolo, risulta essere fuso senza soluzione di continuità con le varie località storiche. Tra le principali vi sono Campolungo, storicamente il principale nucleo del comune, Ponte (o san Bernardino, presso la locale chiesa), Capra Alta e Capra Bassa, Prealpina inferiore, ubicata allo sbocco della val del Riso, e Nossa, situata a Nord del corso del torrente Nossa. Sull'opposto versante della valle, chiamato Oltreserio, si trovano le località Spiazzi, Ramello e Scalvina, presso le quali è collocata la zona industriale, in cui sono presenti attività commerciali ed artigianali sia storiche che di recente insediamento.

## Infrastrutture e trasporti
La viabilità del paese fa riferimento alla superstrada di scorrimento della valle Seriana che taglia longitudinalmente il territorio, scorrendo in gran parte sul sedime della ferrovia dismessa, ed attorno alla quale si sviluppa il nucleo abitato.
Parallela a questa vi è la vecchia strada provinciale che attraversa il centro storico. Vi sono inoltre la S.P.46, che a Sud dell'abitato si dirama dalla provinciale e sale nella val del Riso, e la S.P.47 che collega Ponte Nossa con Premolo.
La stazione di Ponte Nossa, attiva fra il 1884 e il 1967, era posta lungo la ferrovia della Valle Seriana e fino al 1949 funse da località di diramazione del raccordo merci per Ponte Selva. Un raccordo in galleria raggiungeva lo stabilimento Sapez, poi AMMI, in Val del Riso, mentre un altro raccordo attraversava il fiume per raggiungere il cotonificio.

## Amministrazione
| Periodo        | Periodo        | Primo cittadino         | Partito                            | Carica  | Note                                                                         |
| -------------- | -------------- | ----------------------- | ---------------------------------- | ------- | ---------------------------------------------------------------------------- |
| 23 aprile 1995 | 12 giugno 1999 | Cariboni Ernani Luciano | lista civica                       | Sindaco |                                                                              |
| 13 giugno 1999 | 13 giugno 2004 | Cariboni Ernani Luciano | lista civica                       | Sindaco |                                                                              |
| 14 giugno 2004 | 7 giugno 2009  | Angelo Capelli          | lista civica                       | Sindaco |                                                                              |
| 8 giugno 2009  | 6 giugno 2013  | Angelo Capelli          | lista civica Nossese               | Sindaco | Sindaco decaduto in seguito all'elezione dello stesso al consiglio regionale |
| 26 maggio 2014 | 26 maggio 2019 | Stefano Mazzoleni       | lista civica Ponte Nossa in comune | Sindaco |                                                                              |
| 27 maggio 2019 | in carica      | Stefano Mazzoleni       | lista civica Ponte Nossa in comune | Sindaco |                                                                              |

### Gemellaggi
- Teresina dal 2 giugno 2011,[26]

## Sport
Calcio
- La squadra principale del paese è stata l'US Nossese 1919 attiva fino al 2001. La stessa società aveva anche una squadra femminile militante in Serie C.
- Un'altra squadra presente nel territorio è stata l'Accademia Valseriana attiva qualche anno fa, che militava in Prima Categoria. Ora questa società ha solo due squadre giovanili: una Under 17 e una Under 15, militanti entrambe nei campionati provinciali.

Pallavolo
- Il paese ha una squadra di pallavolo chiamata Nossese Volley ora militante in Prima Divisione (maschile) e Terza Divisione (femminile), questa squadra ha militato alcuni anni in Serie C.

Ciclismo
- È presente una squadra sportiva Nossese Ciclismo.

Sci
- Lo Sci Club Ponte Nossa è riconosciuto come il primo sci club nato in Italia.[27]

Motociclismo
- A Ponte Nossa è presente uno dei moto club e scuderie di enduro più importanti della provincia chiamato Moto Club Ponte Nossa.
- È presente anche un moto club per moto stradali chiamato Moto Club M.G.